# Pámfylla
Pámfylla är en ort i Grekland.   Den ligger i prefekturen Nomós Lésvou och regionen Nordegeiska öarna, i den östra delen av landet, 270 km nordost om huvudstaden Aten. Pámfylla ligger 21 meter över havet och antalet invånare är 1 251. Den ligger på ön Lesbos.
Terrängen runt Pámfylla är kuperad åt sydväst, men åt sydost är den platt. Havet är nära Pámfylla åt nordost.  Närmaste större samhälle är Mytilene, 5,9 km sydost om Pámfylla. 